# Mistrzostwa Polski w Skokach Narciarskich 1997
72. Mistrzostwa Polski w Skokach Narciarskich – zawody o mistrzostwo Polski w skokach narciarskich, które odbyły się w dniach 15 lutego-26 marca 1997 roku na skoczni Skalite w Szczyrku, Malinka w Wiśle i Średniej Krokwi w Zakopanem.
W konkursie indywidualnym na skoczni normalnej zwyciężył Robert Mateja, srebrny medal zdobył Adam Małysz, a brązowy – Łukasz Kruczek. Na dużym obiekcie najlepszy okazał się Małysz przed Kruczkiem i Bartłomiejem Gąsienicą Sieczką.
Konkurs drużynowy na normalnej skoczni wygrał zespół WKS Zakopane w składzie: Andrzej Galica, Wojciech Skupień i Robert Mateja.

## Wyniki

### Konkurs indywidualny na dużej skoczni (Wisła, 15.02.1997)
| Miejsce | Zawodnik                     | Klub                | Skok 1 | Skok 2 | Punkty |
| ------- | ---------------------------- | ------------------- | ------ | ------ | ------ |
| 1.      | Adam Małysz                  | KS Wisła Wisła      | 104,0  | 105,5  | 232,1  |
| 2.      | Łukasz Kruczek               | LKS Klimczok Bystra | 104,5  | 95,5   | 212,0  |
| 3.      | Bartłomiej Gąsienica-Sieczka | WKS Zakopane        | 91,0   | 98,0   | 192,2  |
| 4.      | Robert Mateja                | WKS Zakopane        | 90,0   | 100,5  | 190,9  |
| 5.      | Andrzej Młynarczyk           | Start Zakopane      | 90,5   | 96,5   | 185,1  |
| 6.      | Wojciech Skupień             | WKS Zakopane        | 104,0  | 84,0   | 184,4  |
| 7.      | Mirosław Grzybowski          | BBTS Bielsko-Biała  | 93,0   | 95,5   | 183,3  |
| 8.      | Stefan Habas                 | WKS Zakopane        | 91,5   | 90,0   | 176,7  |

W konkursie wzięło udział 25 zawodników.

### Konkurs indywidualny na normalnej skoczni (Szczyrk, 16.02.1997)
| Miejsce | Zawodnik                     | Klub                | Skok 1 | Skok 2 | Punkty |
| ------- | ---------------------------- | ------------------- | ------ | ------ | ------ |
| 1.      | Robert Mateja                | WKS Zakopane        | 87,0   | 86,0   | 232,0  |
| 2.      | Adam Małysz                  | KS Wisła Wisła      | 84,5   | 84,5   | 230,5  |
| 3.      | Łukasz Kruczek               | LKS Klimczok Bystra | 82,5   | 83,0   | 220,0  |
| 4.      | Mirosław Grzybowski          | BBTS Bielsko-Biała  | 80,5   | 86,5   | 218,0  |
| 5.      | Andrzej Młynarczyk           | Start Zakopane      | 80,5   | 84,0   | 212,0  |
| 5.      | Wojciech Skupień             | WKS Zakopane        | 75,5   | 85,5   | 212,0  |
| 7.      | Bartłomiej Gąsienica-Sieczka | WKS Zakopane        | 72,5   | 79,0   | 191,5  |
| 8.      | Kazimierz Bafia              | WKS Zakopane        | 71,0   | 77,5   | 186,5  |

W konkursie wzięło udział 34 zawodników.

### Konkurs drużynowy na normalnej skoczni (Zakopane, 26.03.1997)
| Miejsce | Klub                 | Zawodnik                     | Nota zespołu |
| ------- | -------------------- | ---------------------------- | ------------ |
| 1.      | WKS Zakopane I       | Andrzej Galica               | 623,5        |
| 1.      | WKS Zakopane I       | Wojciech Skupień             | 623,5        |
| 1.      | WKS Zakopane I       | Robert Mateja                | 623,5        |
| 2.      | KS Wisła Wisła       | Mirosław Kędzior             | 601,0        |
| 2.      | KS Wisła Wisła       | Grzegorz Śliwka              | 601,0        |
| 2.      | KS Wisła Wisła       | Adam Małysz                  | 601,0        |
| 3.      | WKS Zakopane III     | Rafał Kuchta                 | 571,0        |
| 3.      | WKS Zakopane III     | Kazimierz Bafia              | 571,0        |
| 3.      | WKS Zakopane III     | Stefan Habas                 | 571,0        |
| 4.      | WKS Zakopane II      | Daniel Bachleda              | 568,0        |
| 4.      | WKS Zakopane II      | Andrzej Karpiel              | 568,0        |
| 4.      | WKS Zakopane II      | Bartłomiej Gąsienica-Sieczka | 568,0        |
| 5.      | Start Zakopane       | Grzegorz Sobczyk             | 502,0        |
| 5.      | Start Zakopane       | Krystian Długopolski         | 502,0        |
| 5.      | Start Zakopane       | Andrzej Młynarczyk           | 502,0        |
| 6.      | LKS Poroniec Poronin | Wojciech Kamiński            | 499,0        |
| 6.      | LKS Poroniec Poronin | Wojciech Babiarz             | 499,0        |
| 6.      | LKS Poroniec Poronin | Krzysztof Staszel            | 499,0        |
| 7.      | TS Wisła Zakopane    | Tadeusz Żółtek               | 487,5        |
| 7.      | TS Wisła Zakopane    | Krzysztof Mroczkowski        | 487,5        |
| 7.      | TS Wisła Zakopane    | Maciej Mroczkowski           | 487,5        |
| 8.      | LKS Klimczok Bystra  | Przemysław Kruczek           | 467,5        |
| 8.      | LKS Klimczok Bystra  | Bartłomiej Nikiel            | 467,5        |
| 8.      | LKS Klimczok Bystra  | Łukasz Kruczek               | 467,5        |

W konkursie wzięło udział 13 zespołów.